# Phoenix Legend
 (mars 2015).
Si vous disposez d'ouvrages ou d'articles de référence ou si vous connaissez des sites web de qualité traitant du thème abordé ici, merci de compléter l'article en donnant les références utiles à sa vérifiabilité et en les liant à la section « Notes et références ».
Phoenix Legend et le nom anglais du groupe Fenghuang Chanqi (chinois simplifié : 凤凰传奇 ; pinyin : fènghuáng chuánqí ; litt. « La légende du Phénix ») est un groupe chinois de musique, composé d'une chanteuse mongole, Líng Huā (玲花) et d'un rappeur Han, Zēng Yì (曾毅).
La musique pop de ce groupe est composée d'instruments électroniques et d'instruments traditionnels. Elle mélange la musique folklorique mongole et les rythmes et instruments électroniques du rap commercial influencé par la pop chinoise. Alternant le rap de Zeng Yi, parfois chanté avec une voix enrouée et le chant folklorique et la voix puissante de Ling Hua.
Ce groupe s'est fait connaitre par la chanson 月亮之上 « Sur la Lune » dans l'émission le Boulevard des stars (星光大道, xīngguāng dàdào), émission de télévision de CCTV-3, chaine de la télévision centrale de Chine. sous forme de concours d'artistes dans différents domaines présentée par le populaire Bì Fújiàn (毕福剑), ou  Bi laoye (姥爷, grand-père Bì).

## Membres

### Ling Hua
- Nom en chinois mandarin : Líng Huā (玲花)
- Nom anglais : Sene
- Lieu de naissance : Ordos, Région autonome de Mongolie-Intérieure
- Date de naissance : 20 décembre 1980
- Nationalité (chinoise) : Mongole
- Langue : Mandarin et Mongol

### Zeng Yi
- Nom en chinois mandarin : Zēng Yì (曾毅)
- Nom anglais : Jamson
- Lieu de naissance : Yìyáng (益阳), province du Hunan, Chine
- Date de naissance : 6 novembre 1979
- Nationalité (chinoise) : Han
- Langue : Mandarin et dialecte du Hunan du mandarin (湖南话).

## Discographie

### Albums
- 月亮之上, « Yuèliang zhī shàng » / « Sur la Lune » (dont chanson éponyme), 15 avril 2005 ;
- 吉祥如意 « Que vos souhaits se réalise », 7 juillet 2007 ;
- 最炫民族風 « Le plus resplendissant style de minorité », 27 mai 2009 ;
- 大声唱 « chant hurlant », août 2011

### Autres chansons
- 绿炫风
- 天籁传奇
- 御龙归字谣